# Illuminations (Wishbone Ash)
Illuminations is een studioalbum van Wishbone Ash. Het is het eerste studioalbum nadat Andy Powell een nieuw band om zich heen had geformeerd. Het is het enige studioalbum in deze samenstelling. Het album werd voorgefinancierd door familie en vrienden van de band, intekenen kon via internet. Het album is grotendeels opgenomen in de Studio Unicorn in Redding en is opgedragen aan de toen net overleden John Sherry (voormalig manager van der band) en Kip Turner.

## Musici
- Tony Kishman – zang (behalve No joke), achtergrondzang
- Andy Powell – gitaar, mandoline, zang No joke
- Roger Filgate – achtergrondzang, gitaar, basgitaar, toetsinstrumenten, baspedalen
- Mike Sturgis – slagwerk

met
- Mark Templeton, Mike Mindel – toetsinstrumenten
- Paul Avgerinos – achtergrondzang, toetsinstrumenten

## Muziek
| Nr. | Titel                                           | Duur |
| --- | ----------------------------------------------- | ---- |
| 1.  | Mountainside (Powell, Filgate)                  | 5:57 |
| 2.  | On your own (Powell, Filgate, Ted Turner)       | 5:29 |
| 3.  | Top of the world (Powell, Filgate, Kishman)     | 6:39 |
| 4.  | No joke (Powell, Filgate)                       | 6;44 |
| 5.  | Tales of the wise (Powell, Filgate)             | 0:04 |
| 6.  | Another time (Powell, Filgate, Kishman)         | 5:21 |
| 7.  | A thousand years (Filgate, Kishman)             | 4:03 |
| 8.  | The ring (Powell, Filgate)                      | 4:33 |
| 9.  | Comfort zone (Powell, Filgate)                  | 4:25 |
| 10. | Mystery man (Filgate)                           | 4:26 |
| 11. | Wait out the storm (Powell, Filgate, Andy Pyle) | 3:42 |
| 12. | The crack of dawn (Powell, Filgate)             | 3:14 |